# Nicolas Grunitzky
Nicolas Grunitzky (Atakpamé, 5 aprile 1913 – Parigi, 27 settembre 1969) è stato un politico togolese.

## Biografia
Nacque nel 1913 da padre tedesco e madre togolese nell'allora Togoland tedesco. Nel 1922 il Paese venne suddiviso in due territori, uno  di competenza francese e l'altro di competenza inglese. Grunitzky studiò in Francia, dapprima al liceo Mignet di Aix-en-Provence e poi alla Scuola speciale dei lavori pubblici di Parigi, che completò nel 1936. Lavorò quindi in Dahomey e dal 1938 in Togo, dove ritornò dopo il servizio militare svolto tra il 1939 e il 1940 a Saint-Louis, in Senegal.
Durante la seconda guerra mondiale militò a favore del movimento gollista e nel 1946 fondò una formazione politica filofrancese, il Partito togolese del progresso (PTP), contrapposto al Comitato dell'unità togolese (CUT) di Sylvanus Olympio, che puntava all'unificazione del Togo francese a quello inglese e alla Costa d'Oro sotto la bandiera britannica. Alle elezioni legislative francesi di quell'anno il CUT registrò un grande successo e Grunitzky non venne eletto.
La candidatura di Grunitzky, al fine di contrastare la propaganda filobritannica, fu apertamente sostenuta dall'amministrazione francese in vista delle elezioni del 1951. La sua campagna fu incentrata sul tema dell'autonomia del Togo nell'ambito dell'Unione francese, sulla riunificazione delle due parti del Paese e sulla rivendicazione di organi istituzionali quali assemblea legislativa, commissione esecutiva, consigli di circoscrizione e comuni. Grunitzky venne eletto all'Assemblea nazionale francese e da quella tribuna sostenne iniziative che portarono alcuni parziali risultati nella direzione di una maggiore autonomia del Togo. Rieletto nel 1956, fece parte della Commissione per gli affari esteri e partecipò al dibattito sul progetto di Legge Defferre relativo ai Territori d'oltremare. Nello stesso anno venne creata la Repubblica autonoma del Togo e Grunitzky ne divenne Primo ministro.
Alle elezioni del 1958, tuttavia, il PTP fu largamente sconfitto e Olympio divenne presidente del Togo. Nel 1960 venne proclamata l'indipendenza dalla Francia e l'anno successivo, in un contesto di crescente autoritarismo, Grunitzky si autoesiliò in Costa d'Avorio. Nel 1963, rovesciato Olympio da un colpo di stato militare guidato dal sergente Étienne Gnassingbé Eyadéma, Grunitzky, con l'appoggio francese, riprese il potere e divenne presidente. Nel 1967 fu però a sua volta vittima di un golpe condotto da Gnassingbé Eyadéma, che divenne capo dello stato.
Grunitzky tornò in Costa d'Avorio, dove nel settembre 1969 fu coinvolto in un incidente stradale le cui conseguenze ne causarono la morte pochi giorni dopo in un ospedale parigino.